# زورا نیل هرستون
زورا نیل هرستون (انگلیسی: Zora Neale Hurston; ۷ ژانویهٔ ۱۸۹۱ – ۲۸ ژانویهٔ ۱۹۶۰) یک رمان‌نویس، نویسندهٔ داستان‌های کوتاه، توده‌شناس و انسان‌شناس آفریقایی-آمریکایی بود. شهرت او برای رمان‌ها و مجموعه‌های فولکلوری است که مبین فرهنگ آفریقایی – آمریکایی هستند. از او چهار رمان و بیش از ۵۰ داستان کوتاه، نمایشنامه و مقالات منتشر شده‌است که بهترین و شناخته شده اثر او رمان «چشمان آن‌ها به خدا می‌نگریست» (به انگلیسی: Their Eyes Were Watching God) در سال ۱۹۳۷ منتشر شد.

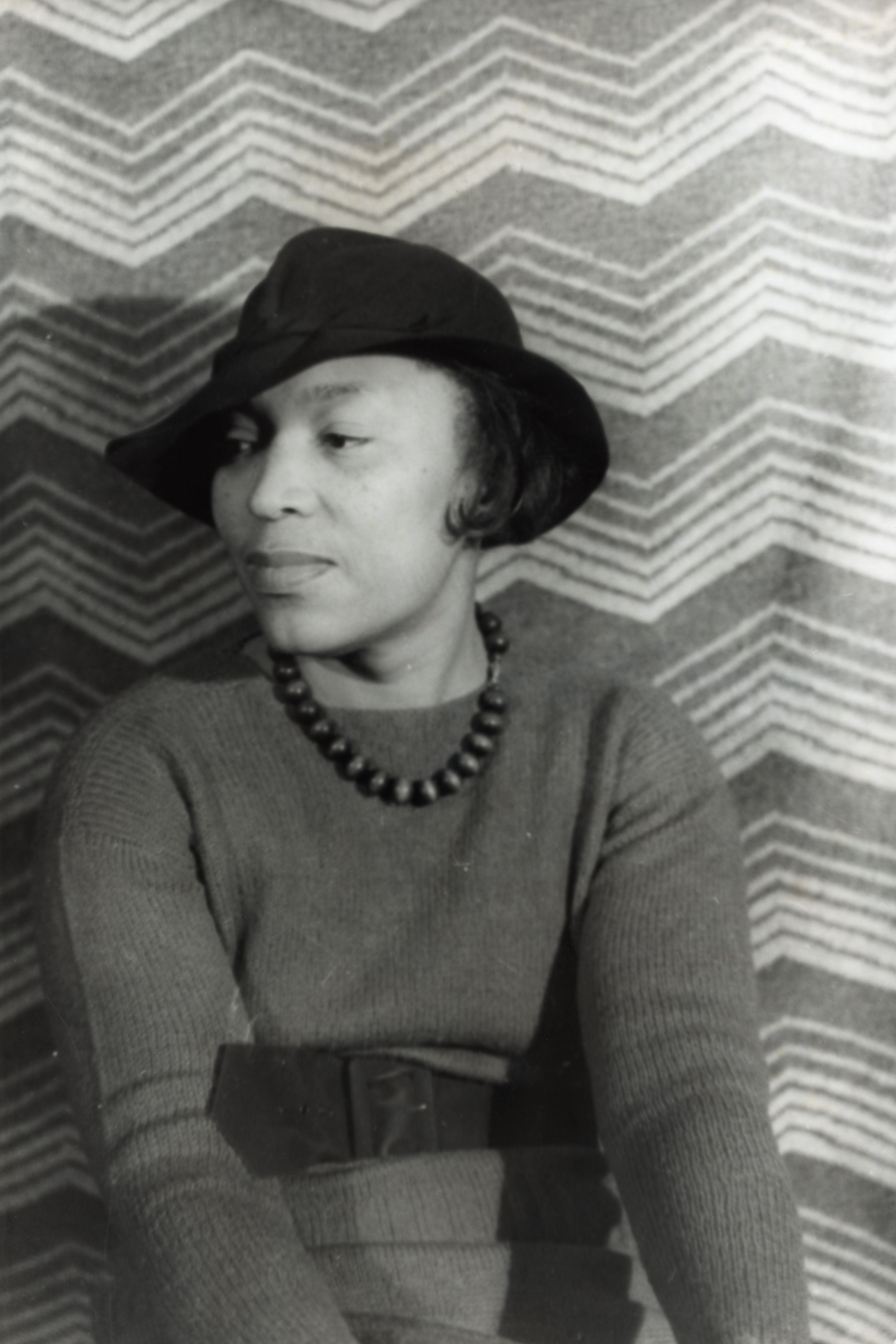
زورا نیل هرستون عکس توسط کارل وان وکتن (۱۹۳۸)

## زندگی
زورا فرزند پنجم از هشت فرزند بردگان سابق «جان هرستون» و «لوسی ان هرستون» (موسوم به پوتس) بود. پدر او یک واعظ باپتیست، کشاورز مستأجر و نجار و مادر او یک معلم مدرسه بود. او متولد نوتاسولگا، آلاباما در تاریخ ۷ ژانویه سال ۱۸۹۱ است که در آن پدرش در آنجا رشد کرد و پدر بزرگ او واعظ یک کلیسای باپتیست بود.
زورا سه ساله بود که به ایتنویل در فلوریدا رفت و در شهری سیاه‌پوست‌نشین رشد کرد که آمریکایی – آفریقایی‌ها آن را تأسیس کرده و اداره‌اش می‌کردند. پدرش سه دوره شهردار ایتنویل بود. او اعتقاد داشت که زورا روحیه بسیار خوبی دارد. مادرش آرزو داشت «تا خورشید بالا بپرد» یا دست‌کم اندکی از زمین فاصله بگیرد.
هرستون اول به نیویورک رفت، آن جا «داستان‌های ایتنویل» را کامل کرد که می‌توانست هر جمعی را مجذوب کند و به خنده بیندازد و بعد از دقیقه‌ای اشکشان را در بیاورد.
هرستون قد بلند و جذاب، پر زرق و برق بود و النگو و گردنبند می‌انداخت، به سرش همیشه کلاه می‌گذاشت.
«داستان‌های زورا» دربارهٔ رفتارهای تکان دهنده اش همه جا پخش می‌شد. یک بار که با لباس سفیدی، عازم یک میهمانی بود، در آسانسور مشت محکمی به مردی زد که می‌خواست او را بغل کند. – و پشت سرش را هم نگاه نکرد و مرد همین‌طور روی زمین افتاده بود. یک بار دیگر سکه‌ای از کاسه گدایی برداشت و به او قول داد که بعداً به او برگرداند، و قسم خورد که الان برای پرداخت بلیط مترو بیش از او به این سکه احتیاج دارد. دوستانش چند روز پس از آمدنش به منهتن آپارتمان ساده او را مبله کردند. کسانی که به دیدنش می‌آمدند مجبور می‌شدند در غذای قابلمه روی گاز با هم شریک شوند، هرستون گاهی مارماهی می‌پخت یا بامیه سرخ می‌کرد.
وقتی سازدهنی می‌زد، از دیگران می‌خواست آوازهای مذهبی بخوانند و طبل بزنند. اما به رغم شلوغی و سبکی اش، نویسندگی برایش بسیار مهم و جدی بود. «من باید آیندهٔ خود را بسازم یا سر این تلاش بمیریم…»
او برای جمع‌آوری موضوعات مختلف به نقاط بسیار دور سفر می‌کرد. به عنوان زن مجردی که تنها سفر می‌کرد، با ماجراهای کوچک و بزرگ بسیاری رو به رو می‌شد (کک در تخت) یا (توفان شدید) و اتفاقات دیگری که او را مجبور می‌کرد با خود اسلحه داشته باشد. تمرینات آیین وودوو را یادگرفت، از مردگان زنده شده عکس گرفت (اجسادی که از مرگ بازگشته بودند)، و با دکتری اهل جامائیکا دوست شد که می‌توانست هزاران قورباغه را ساکت کند. یک بار در نیواورلئان مجبور شد برای جلب اعتماد جادوگری (کرئول) شصت و نه ساعت دمر، بدون آب و غذا روی نیمکتی دراز بکشد درحالی که یک مار کنارش باشد. هرستان در اتاقک‌هایی که اجاره می‌کرد یا در خانه قایقی اش روی میز کارت بازی می‌نوشت و خانه قایقی تنها دارایی او در این سال‌ها بود. هیچ وقت ثروتمند نبود. همان روزی که فهمید کتاب اولش را خریده‌اند، صاحبخانه به خاطر نپرداختن کرایه او را بیرون کرد. سال‌ها بعد، در همان روزی که یکی از داستان‌هایش در ساتردی ایوینینگ پست چاپ شد، او کاری به عنوان پیشخدمت پیدا کرد.
دو بار برای مدت کوتاهی زندگی مشترک را تجربه کرد، شوهرش که پانزده سال از او کوچک‌تر بود بعدها ادعا کرد که هرستون او را جادو کرده بود. اما هرگز به مردی برخورد نکرد که در نویسندگی او دخالت نداشته باشد و در نویسندگی همیشه پیروز می‌شد.
هرستون ترجیح می‌داد وقت خود را زیاد صرف تعصبات نژادی، که در تمام زندگی با آن روبه رو بود، نکند. تحقیرآمیزترین اتفاق هنگامی بود که دکتر سفیدپوستی برای معاینه او را به اتاق رختشویی برد، طوری‌که مریض‌های دیگرش او را نبینند. می‌گفت، چنین اتفاقاتی بیشتر از آنکه زشت به نظر برسند من را گیج می‌کنند: «چه طور کسی می‌تواند لذت همراهی من را انکار کند؟»
بدترین اتفاق زندگی او اتهام تجاوز به یک پسر سفید ده ساله بود. این اتهام خیلی زود، رفع شد اما یکی از کارمندان سیاه‌پوست دادگاه، این داستان را در اختیار مطبوعات گذاشت. هرستون احساس می‌کرد به او خیانت شده‌است. تبلیغات برای او به چنان کابوسی تبدیل شد که می‌خواست دست به خودکشی بزند: «اعتقاداتم در من فروریخته‌است.»

## درگذشت
به دنبال یک دوره از مشکلات مالی و پزشکی، هرستون مجبور شد در یک آسایشگاه خیریه در شهرستان سنت لوسی برود. در آنجا او دچار یک حمله قلبی شد و از بیماری قلبی و فشار خون بالا در ۲۸ ژانویه ۱۹۶۰ درگذشت. او را در باغی در فورت پیرس، فلوریدا به خاک سپرده شد. گفته می‌شود هرستون را با زیرجامهٔ بلند صورتی روشن دفن کردند.
قبر او که در آرامگاه ویژهٔ سیاهپوستان است، مدت‌ها بی‌نام و بدون سنگ قبر بود تا سال ۱۹۷۳ که آلیس واکر (یکی از نویسندگانی که از هرستون تأثیر پذیرفته بود) علامتی گرانیتی بر سر مزار او نصب کرد و او را «نابغه‌ای از جنوب» نامید.

## آثار
از زورا هرستون چهار رمان و بیش از ۵۰ داستان کوتاه، نمایشنامه و مقاله‌های مختلف منتشر شده‌است.
رمان «چشمان آن‌ها به خدا می‌نگریست» (به انگلیسی: Their Eyes Were Watching God) مهم‌ترین رمان هرستون است که در سال ۱۹۳۷ منتشر شد. او می‌خواست با این اثر عشقش را به معشوق سرخپوستش از اهالی غرب جاودانه کند. این کتاب روایتگر سفری است که جنی، شخصیت اول داستان، در جهت کشف دنیای خویش در مقام یک زن سیاه‌پوست در جامعه‌ای قضاوت‌گر در پیش می‌گیرد. چگونگی درگیری او با مقوله قدرت در لایه‌های مختلف این اثر چه در مقام یک زن در جامعهٔ مردسالار و چه در مقام یک سیاه‌پوست در جامعه‌ای آکنده از تعصبات سفیدپوستان، اطلاعاتی مفید در قالب توصیف مبسوط در اختیار خواننده و منتقد قرار می‌دهد. این رمان در فهرست ۱۰۰ رمان برتر مجله تایم (از سال ۱۹۲۳ -شروع کار این مجله – تا سال ۲۰۰۵) در رتبه ۳۰ آمده‌است.
در رمان «جنگل‌های کیک چای» شخصیت اصلی داستان مردی است که یک زن به نام جینی کرافورد را به عنوان همتا و برابر با خود می‌پذیرد. این اثر و دیگر آثار هرستون سال‌ها مورد بی‌توجهی قرار گرفت تا آنکه در سال ۱۹۷۷ که انجمن زبان مدرن اعلام کرد تمام نسخه‌های کتاب «چشمان آن‌ها به خدا می‌نگریست» به فروش رفته و چاپ آن بیش از هر اثر دیگری مورد نیاز است. این کتاب در چاپ‌های بعدی نیز بسیار خوب فروش کرد و «یکی از مهمترین شالوده‌های ادبیات آفریقایی – آمریکایی» نام گرفت.
هرستون در زمان خود مرجعی توانا و معتبر در زمینهٔ فولکلور آفریقا- آمریکا بود. سال‌ها روی کتاب «قاطرها و مردان» (به انگلیسی: Mules and Men) کار می‌کرد. اطراف فلوریدا و لوئیزیانا سفر می‌کرد و داستان جمع‌آوری می‌کرد («چرا گربه‌ها نه جان دارند»، «چرا زنان از مردان سوء استفاده می‌کنند؟» و داستان‌های بز و خرگوشی). جوک‌ها، آوازهای مردمی و درمان‌های سنتی را گرد می‌آورد. کتاب «مردان و قاطران» را دقیق‌ترین اثر در زمینه فولکلور دانسته‌اند. هرستون می‌گفت «جمع‌آوری فولکلور آن قدر که به نظر می‌رسد ساده نیست.» چرا که بهترین داستان‌ها از مناطقی به دست می‌آید که مردمش از غریبه‌ها خجالت می‌کشند.

## جوایز
وی همچنین برندهٔ جوایزی همچون کمک‌هزینه گوگنهایم شده‌است.